# Distretto di Domaniç
Il distretto di Domaniç (in turco Domaniç ilçesi) è uno dei distretti della provincia di Kütahya, in Turchia.